# لارن
لارن (الأيرلندية:Latharna)، منطقة ذات حكم محلي في أيرلندا الشمالية، عدد سكانها 29,280 نسمة. تتمركز في مرفأ لارن المدينة الصناعية. ونظراً لموقعها في شرق الإقليم فإن المقاطعة تتألف من شريط ساحلي منخفض وتلال كثيرة في المنطقة الداخلية. ويربي المزارعون الخراف على التلال، ويزرعون المحاصيل الزّراعية في المنطقة الساحلية. تمرّ المعدّيات النهرية من لارن إلى سترنراير، ومن كاير نريان إلى دمفريز وجالوي في اسكتلندا، وإلى فليتوود في لانكشاير في إنجلترا. وتضم منطقة لارن كارنلوف وجزيرة ماغي وهما منتجعان ساحليان، وتنتج لارن المنتجات الهندسية والنّسيجية.

## أعلام
- ديف مكولي
- فاليرى هوبسون
- بيرت فولتون
- مايكل هيوز
- كيث جليسبي
- غاريث ماكاولي